# Matsumuraeses vicina
Matsumuraeses vicina es una especie de polilla del género Matsumuraeses, tribu Grapholitini, subfamilia Olethreutinae. Fue descrita científicamente por Kuznetzov en 1973.

## Distribución
Se distribuye por Asia: China.